# Стяссны, Вильгельм

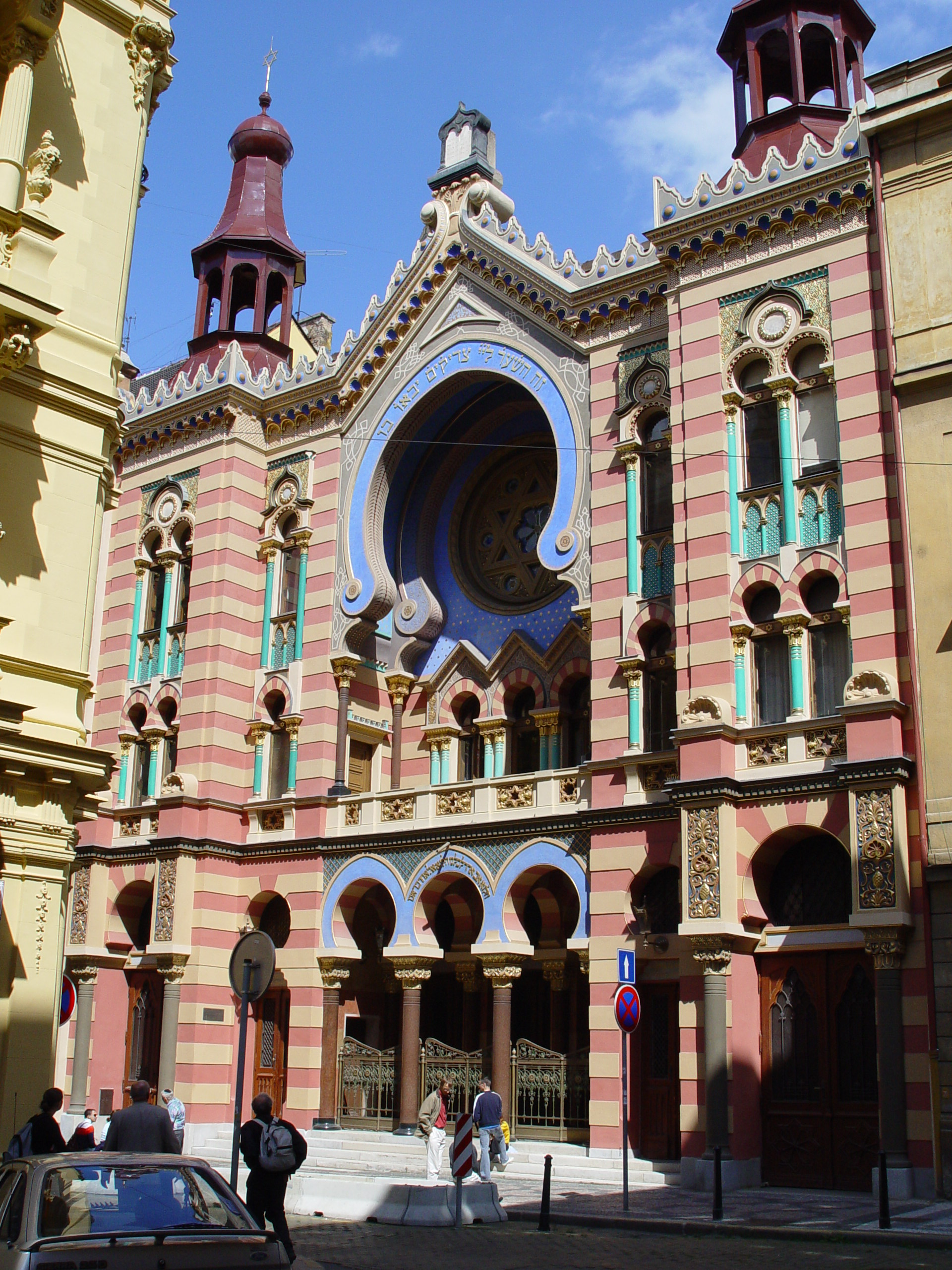
Иерусалимская синагога в Праге

Вильгельм Стяссны (нем. Wilhelm Stiassny; 1842, Пресбург, Австро-Венгрия — 1910, Австро-Венгрия) — австро-венгерский архитектор, основатель первого в мире еврейского музея — Общества сохранения искусства и исторических памятников еврейства (Society for the Conservation and Preservation of Art and Historical Monuments of Judaism).

## Биография
Вильгельм Стяссны родился в Словакии, в еврейской семье. Учился в Венском Политехникуме с 1857 по 1861. Продолжал изучать архитектуру в Академии изящных искусств в Вене под руководством Фридфиха фон Шмидта. Являлся главой Еврейской колонизационной ассоциации в Вене (англ. Jewish Colonization Association in Vienna).

## Избранные постройки
- Еврейский институт слепых в районе Доблинг в Вене, (1872 г.);
- Синагога в Малацки (Synagoge in Malaczka), (1886—1887 гг.);
- Синагога в Яблонце над Ниссой, (1892 г.);
- Ордодоксальная синагога в Вене, (1892—93 гг.);
- Польская синагога в Вене;
- Станиславская синагога в Ивано-Франковске, Украина, (1895-1899 гг.);
- Юбилейная синагога (известная также как Иерусалимская синагога) в Праге), (1896—1898 гг.);
- Синагога в Винер-Нойштадт, (1902 г.)